# Campeonato Europeu de Voleibol Masculino Sub-17 de 2023
O Campeonato Europeu de Voleibol Masculino Sub-17 de 2023 foi a 4.ª edição deste torneio bienal organizado pela Confederação Europeia de Voleibol (CEV). O torneio ocorreu de 2 de dezembro de 2022 a 30 de julho de 2023, com as finais ocorrendo na cidade de Podgoritza, Montenegro.
A Itália conquistou o seu segundo título da competição após vencer a seleção da Bulgária por 3 sets a 1 na final. Completando o pódio do torneio, a seleção da Espanha derrotou a seleção da Bélgica pelo mesmo placar e assegurou a medalha de bronze. O levantador italiano Simone Porro foi eleito o melhor jogador do torneio.

## Equipes participantes
As seguintes seleções se qualificaram para o torneio.
| Grupo         | Equipe                                   | Classificação                            |
| I             |                                          |                                          |
| ------------- | ---------------------------------------- | ---------------------------------------- |
| I             | Montenegro                               | Sede da fase final                       |
| I             | Bulgária                                 | 1º do Grupo A (BVA)                      |
| I             | Turquia                                  | 1º do Grupo A (2ª rodada qualificatória) |
| I             | Eslovênia                                | 1º do Grupo I (MEVZA)                    |
| I             | Bélgica                                  | 2º do Grupo C (2ª rodada qualificatória) |
| I             | Áustria                                  | 1º do Grupo B (2ª rodada qualificatória) |
| I             | Estônia                                  | 2º do Grupo D (2ª rodada qualificatória) |
| I             | Grécia                                   | 1º do Grupo E (2ª rodada qualificatória) |
| II            |                                          |                                          |
| Polônia       | 1º da EEVZA                              |                                          |
| Itália        | 1º do Grupo A (WEVZA)                    |                                          |
| Chéquia       | 3º do Grupo E (2ª rodada qualificatória) |                                          |
| França        | 1º do Grupo D (2ª rodada qualificatória) |                                          |
| Sérvia        | 2º do Grupo B (2ª rodada qualificatória) |                                          |
| Finlândia     | 2º do Grupo A (2ª rodada qualificatória) |                                          |
| Países Baixos | 2º do Grupo E (2ª rodada qualificatória) |                                          |
| Espanha       | 1º do Grupo C (2ª rodada qualificatória) |                                          |

## Formato da disputa
Após passar por duas etapas de qualificação, sendo a primeira realizada por quatro Associações Zonais no final de 2022 e início de 2023, seguida por uma segunda rodada que ocorreu em diversos países, 15 equipes foram selecionadas para se juntar ao país anfitrião, Montenegro, na fase final.
As equipes participantes foram agrupadas em sete grupos com base no ranking europeu mais recente nesta categoria de idade e sorteadas de acordo com essa divisão. Montenegro e Polônia foram escolhidos antecipadamente para liderar os Grupos I e II, respectivamente, por Montenegro ser o país anfitrião e a seleção polonesa ter a melhor classificação entre as 16 equipes, para competirem em Podgoritza.
Todas as equipes disputaram sete partidas em seu grupo conforme o formato “todo contra todos”, com os dois primeiros de cada grupo avançando para as semifinais cruzadas e as partidas de medalhas subsequentes.

### Critérios de desempate
1. Número de vitórias
2. Número de pontos
3. Razão dos sets
4. Razão dos pontos
5. Resultado da última partida entre os times empatados

Partidas terminadas em 3–0 ou 3–1: 3 pontos para o vencedor, 0 pontos para o perdedor;

Partidas terminadas em 3–2: 2 pontos para o vencedor, 1 ponto para o perdedor.

## Resultados
- Todas as partidas seguem o horário local (UTC+1).

|  | Classificado para as finais |

### Grupo I
|     |            |     | Jogos | Jogos | Jogos | Resultados | Resultados | Resultados | Resultados | Resultados | Resultados | Sets | Sets | Sets   | Pontos | Pontos | Pontos |
| Pos | Equipe     | Pts | T     | V     | D     | 3–0        | 3–1        | 3–2        | 2–3        | 1–3        | 0–3        | V    | P    | R      | V      | P      | R      |
| --- | ---------- | --- | ----- | ----- | ----- | ---------- | ---------- | ---------- | ---------- | ---------- | ---------- | ---- | ---- | ------ | ------ | ------ | ------ |
| 1   | Bulgária   | 21  | 7     | 7     | 0     | 6          | 1          | 0          | 0          | 0          | 0          | 21   | 1    | 21,000 | 543    | 375    | 1.448  |
| 2   | Bélgica    | 16  | 7     | 5     | 2     | 2          | 3          | 0          | 1          | 0          | 1          | 17   | 9    | 1.889  | 597    | 541    | 1.104  |
| 3   | Turquia    | 10  | 7     | 4     | 3     | 2          | 0          | 2          | 0          | 2          | 1          | 14   | 13   | 1.077  | 581    | 568    | 1.023  |
| 4   | Áustria    | 10  | 7     | 3     | 4     | 1          | 2          | 0          | 1          | 1          | 2          | 12   | 14   | 0.857  | 573    | 564    | 1.016  |
| 5   | Grécia     | 9   | 7     | 3     | 4     | 1          | 1          | 1          | 1          | 2          | 1          | 13   | 15   | 0.867  | 602    | 607    | 0.992  |
| 6   | Estônia    | 9   | 7     | 3     | 4     | 2          | 0          | 1          | 1          | 1          | 2          | 12   | 14   | 0.857  | 531    | 568    | 0.935  |
| 7   | Eslovênia  | 9   | 7     | 3     | 4     | 2          | 1          | 0          | 0          | 2          | 2          | 11   | 13   | 0.846  | 524    | 540    | 0.970  |
| 8   | Montenegro | 0   | 7     | 0     | 7     | 0          | 0          | 0          | 0          | 0          | 7          | 0    | 21   | 0,000  | 340    | 528    | 0.644  |

| Data   | Hora  |            | Placar |            | Set 1 | Set 2 | Set 3 | Set 4 | Set 5 | Total   | Relatório |
| ------ | ----- | ---------- | ------ | ---------- | ----- | ----- | ----- | ----- | ----- | ------- | --------- |
| 19 jul | 12:30 | Estônia    | 3–2    | Bélgica    | 17–25 | 25–19 | 11–25 | 25–19 | 15–9  | 93–97   | Relatório |
| 19 jul | 15:00 | Grécia     | 2–3    | Turquia    | 20–25 | 25–23 | 20–25 | 25–22 | 12–15 | 102–110 | Relatório |
| 19 jul | 17:30 | Áustria    | 0–3    | Bulgária   | 17–25 | 13–25 | 23–25 |       |       | 53–75   | Relatório |
| 19 jul | 20:00 | Montenegro | 0–3    | Eslovênia  | 16–25 | 11–25 | 16–25 |       |       | 43–75   | Relatório |
| 20 jul | 12:30 | Turquia    | 3–2    | Áustria    | 25–23 | 19–25 | 16–25 | 25–23 | 15–10 | 100–106 | Relatório |
| 20 jul | 15:00 | Eslovênia  | 1–3    | Bélgica    | 19–25 | 19–25 | 25–21 | 22–25 |       | 85–96   | Relatório |
| 20 jul | 17:30 | Bulgária   | 3–0    | Estônia    | 25–15 | 25–12 | 25–21 |       |       | 75–48   | Relatório |
| 20 jul | 20:00 | Montenegro | 0–3    | Grécia     | 20–25 | 21–25 | 18–25 |       |       | 59–75   | Relatório |
| 21 jul | 12:30 | Bélgica    | 0–3    | Bulgária   | 19–25 | 23–25 | 11–25 |       |       | 53–75   | Relatório |
| 21 jul | 15:00 | Grécia     | 3–1    | Eslovênia  | 25–20 | 19–25 | 25–15 | 25–17 |       | 94–77   | Relatório |
| 21 jul | 17:30 | Estônia    | 0–3    | Turquia    | 20–25 | 23–25 | 15–25 |       |       | 58–75   | Relatório |
| 21 jul | 20:00 | Áustria    | 3–0    | Montenegro | 25–16 | 25–16 | 25–17 |       |       | 75–49   | Relatório |
| 23 jul | 12:30 | Grécia     | 1–3    | Áustria    | 16–25 | 25–17 | 22–25 | 15–25 |       | 78–92   | Relatório |
| 23 jul | 15:00 | Turquia    | 0–3    | Bélgica    | 13–25 | 18–25 | 24–26 |       |       | 55–76   | Relatório |
| 23 jul | 17:30 | Eslovênia  | 0–3    | Bulgária   | 19–25 | 17–25 | 17–25 |       |       | 53–75   | Relatório |
| 23 jul | 20:00 | Montenegro | 0–3    | Estônia    | 18–25 | 19–25 | 15–25 |       |       | 52–75   | Relatório |
| 24 jul | 12:30 | Áustria    | 0–3    | Eslovênia  | 20–25 | 25–27 | 23–25 |       |       | 68–77   | Relatório |
| 24 jul | 15:00 | Estônia    | 2–3    | Grécia     | 13–25 | 26–24 | 25–23 | 23–25 | 9–15  | 96–112  | Relatório |
| 24 jul | 17:30 | Bulgária   | 3–1    | Turquia    | 25–13 | 18–25 | 25–21 | 25–18 |       | 93–77   | Relatório |
| 24 jul | 20:00 | Bélgica    | 3–0    | Montenegro | 28–26 | 25–15 | 25–16 |       |       | 78–57   | Relatório |
| 26 jul | 12:30 | Áustria    | 3–1    | Estônia    | 25–17 | 25–20 | 17–25 | 26–24 |       | 93–86   | Relatório |
| 26 jul | 15:00 | Grécia     | 1–3    | Bélgica    | 21–25 | 25–22 | 24–26 | 20–25 |       | 90–98   | Relatório |
| 26 jul | 17:30 | Eslovênia  | 3–1    | Turquia    | 25–22 | 18–25 | 25–20 | 25–22 |       | 93–89   | Relatório |
| 26 jul | 20:00 | Montenegro | 0–3    | Bulgária   | 16–25 | 12–25 | 12–25 |       |       | 40–75   | Relatório |
| 27 jul | 12:30 | Estônia    | 3–0    | Eslovênia  | 25–22 | 25–20 | 25–22 |       |       | 75–64   | Relatório |
| 27 jul | 15:00 | Bulgária   | 3–0    | Grécia     | 25–18 | 25–11 | 25–22 |       |       | 75–51   | Relatório |
| 27 jul | 17:30 | Bélgica    | 3–1    | Áustria    | 22–25 | 25–20 | 25–16 | 27–25 |       | 99–86   | Relatório |
| 27 jul | 20:00 | Turquia    | 3–0    | Montenegro | 25–15 | 25–17 | 25–8  |       |       | 75–40   | Relatório |

### Grupo II
|     |               |     | Jogos | Jogos | Jogos | Resultados | Resultados | Resultados | Resultados | Resultados | Resultados | Sets | Sets | Sets  | Pontos | Pontos | Pontos |
| Pos | Equipe        | Pts | T     | V     | D     | 3–0        | 3–1        | 3–2        | 2–3        | 1–3        | 0–3        | V    | P    | R     | V      | P      | R      |
| --- | ------------- | --- | ----- | ----- | ----- | ---------- | ---------- | ---------- | ---------- | ---------- | ---------- | ---- | ---- | ----- | ------ | ------ | ------ |
| 1   | Itália        | 19  | 7     | 7     | 0     | 4          | 1          | 2          | 0          | 0          | 0          | 21   | 5    | 4.200 | 604    | 511    | 1.182  |
| 2   | Espanha       | 19  | 7     | 6     | 1     | 3          | 3          | 0          | 1          | 0          | 0          | 20   | 6    | 3.333 | 627    | 533    | 1.176  |
| 3   | Polônia       | 15  | 7     | 5     | 2     | 4          | 1          | 0          | 0          | 1          | 1          | 16   | 7    | 2.286 | 540    | 463    | 1.166  |
| 4   | Finlândia     | 11  | 7     | 4     | 3     | 1          | 2          | 1          | 0          | 1          | 2          | 13   | 13   | 1,000 | 563    | 583    | 0.966  |
| 5   | França        | 10  | 7     | 3     | 4     | 3          | 0          | 0          | 1          | 1          | 2          | 12   | 12   | 1,000 | 553    | 533    | 1.038  |
| 6   | Sérvia        | 6   | 7     | 2     | 5     | 2          | 0          | 0          | 0          | 1          | 4          | 7    | 15   | 0.467 | 437    | 522    | 0.837  |
| 7   | Países Baixos | 4   | 7     | 1     | 6     | 1          | 0          | 0          | 1          | 0          | 5          | 5    | 18   | 0.278 | 456    | 545    | 0.837  |
| 8   | Chéquia       | 0   | 7     | 0     | 7     | 0          | 0          | 0          | 0          | 3          | 4          | 3    | 21   | 0.143 | 515    | 605    | 0.851  |

| Data   | Hora  |               | Placar |               | Set 1 | Set 2 | Set 3 | Set 4 | Set 5 | Total   | Relatório |
| ------ | ----- | ------------- | ------ | ------------- | ----- | ----- | ----- | ----- | ----- | ------- | --------- |
| 19 jul | 12:30 | França        | 3–0    | Sérvia        | 25–13 | 25–18 | 25–13 |       |       | 75–44   | Relatório |
| 19 jul | 15:00 | Chéquia       | 1–3    | Finlândia     | 21–25 | 25–21 | 16–25 | 23–25 |       | 85–96   | Relatório |
| 19 jul | 17:30 | Polônia       | 1–3    | Espanha       | 25–21 | 20–25 | 23–25 | 22–25 |       | 90–96   | Relatório |
| 19 jul | 20:00 | Itália        | 3–0    | Países Baixos | 25–22 | 25–19 | 25–13 |       |       | 75–54   | Relatório |
| 20 jul | 12:30 | Chéquia       | 1–3    | Espanha       | 15–25 | 28–26 | 22–25 | 18–25 |       | 83–101  | Relatório |
| 20 jul | 15:00 | França        | 2–3    | Itália        | 25–22 | 21–25 | 25–20 | 23–25 | 11–15 | 105–107 | Relatório |
| 20 jul | 17:30 | Finlândia     | 3–2    | Países Baixos | 25–27 | 25–18 | 15–25 | 25–21 | 15–9  | 105–100 | Relatório |
| 20 jul | 20:00 | Sérvia        | 0–3    | Polônia       | 12–25 | 12–25 | 20–25 |       |       | 44–75   | Relatório |
| 21 jul | 12:30 | Espanha       | 3–0    | Países Baixos | 25–22 | 25–20 | 25–16 |       |       | 75–58   | Relatório |
| 21 jul | 15:00 | Polônia       | 3–1    | Finlândia     | 16–25 | 25–18 | 25–14 | 25–18 |       | 91–75   | Relatório |
| 21 jul | 17:30 | Itália        | 3–0    | Sérvia        | 25–18 | 25–16 | 25–18 |       |       | 75–52   | Relatório |
| 21 jul | 20:00 | Chéquia       | 0–3    | França        | 23–25 | 27–29 | 16–25 |       |       | 66–79   | Relatório |
| 23 jul | 12:30 | Finlândia     | 0–3    | Itália        | 15–25 | 22–25 | 22–25 |       |       | 59–75   | Relatório |
| 23 jul | 15:00 | Países Baixos | 0–3    | Polônia       | 18–25 | 15–25 | 21–25 |       |       | 54–75   | Relatório |
| 23 jul | 17:30 | França        | 1–3    | Espanha       | 25–27 | 25–23 | 18–25 | 20–25 |       | 88–100  | Relatório |
| 23 jul | 20:00 | Sérvia        | 3–0    | Chéquia       | 28–26 | 30–28 | 25–18 |       |       | 83–72   | Relatório |
| 24 jul | 12:30 | França        | 3–0    | Países Baixos | 25–22 | 25–13 | 26–24 |       |       | 76–59   | Relatório |
| 24 jul | 15:00 | Chéquia       | 0–3    | Polônia       | 20–25 | 27–29 | 15–25 |       |       | 62–79   | Relatório |
| 24 jul | 17:30 | Itália        | 3–2    | Espanha       | 23–25 | 25–21 | 25–21 | 17–25 | 15–13 | 105–105 | Relatório |
| 24 jul | 20:00 | Sérvia        | 1–3    | Finlândia     | 20–25 | 25–19 | 18–25 | 21–25 |       | 84–94   | Relatório |
| 26 jul | 12:30 | Espanha       | 3–0    | Finlândia     | 25–18 | 25–15 | 25–21 |       |       | 75–54   | Relatório |
| 26 jul | 15:00 | Países Baixos | 0–3    | Sérvia        | 23–25 | 13–25 | 20–25 |       |       | 56–75   | Relatório |
| 26 jul | 17:30 | Polônia       | 3–0    | França        | 25–17 | 27–25 | 25–15 |       |       | 77–57   | Relatório |
| 26 jul | 20:00 | Itália        | 3–1    | Chéquia       | 17–25 | 25–21 | 25–16 | 25–21 |       | 92–83   | Relatório |
| 27 jul | 12:30 | Espanha       | 3–0    | Sérvia        | 25–20 | 25–15 | 25–20 |       |       | 75–55   | Relatório |
| 27 jul | 15:00 | Finlândia     | 3–0    | França        | 25–22 | 26–24 | 29–27 |       |       | 80–73   | Relatório |
| 27 jul | 17:30 | Países Baixos | 3–0    | Chéquia       | 25–21 | 25–21 | 25–22 |       |       | 75–64   | Relatório |
| 27 jul | 20:00 | Polônia       | 0–3    | Itália        | 15–25 | 16–25 | 22–25 |       |       | 53–75   | Relatório |

## Finais
|  | Semifinais  | Semifinais |                |   | Final | Final |
|  |             |            |                |   |       |       |
|  | 29 de julho |            |                |   |       |       |
|  |             |            |                |   |       |       |
|  | Bulgária    | 3          |                |   |       |       |
|  | Bulgária    | 3          | 30 de julho    |   |       |       |
|  | Espanha     | 0          |                |   |       |       |
|  | Espanha     | 0          | Bulgária       | 1 |       |       |
|  | 29 de julho |            | Bulgária       | 1 |       |       |
|  |             | Itália     | 3              |   |       |       |
|  | Itália      | Itália     | 3              | 3 |       |       |
|  | Itália      |            |                | 3 |       |       |
|  | Bélgica     | 0          |                |   |       |       |
|  | Bélgica     | 0          | Terceiro lugar |   |       |       |
|  |             |            |                |   |       |       |
|  | 30 de julho |            |                |   |       |       |
|  |             |            |                |   |       |       |
|  | Espanha     | 3          |                |   |       |       |
|  | Espanha     | 3          |                |   |       |       |
|  | Bélgica     | 1          |                |   |       |       |

#### Semifinais
| Data   | Hora  |          | Placar |         | Set 1 | Set 2 | Set 3 | Set 4 | Set 5 | Total | Relatório |
| ------ | ----- | -------- | ------ | ------- | ----- | ----- | ----- | ----- | ----- | ----- | --------- |
| 29 jul | 16:30 | Bulgária | 3–0    | Espanha | 25–20 | 25–22 | 25–21 |       |       | 75–63 | Relatório |
| 29 jul | 19:00 | Itália   | 3–0    | Bélgica | 25–12 | 25–20 | 25–19 |       |       | 75–51 | Relatório |

#### Terceiro lugar
| Data   | Hora  |         | Placar |         | Set 1 | Set 2 | Set 3 | Set 4 | Set 5 | Total | Relatório |
| ------ | ----- | ------- | ------ | ------- | ----- | ----- | ----- | ----- | ----- | ----- | --------- |
| 30 jul | 16:30 | Espanha | 3–1    | Bélgica | 23–25 | 25–17 | 25–13 | 25–14 |       | 98–69 | Relatório |

#### Final
| Data   | Hora  |          | Placar |        | Set 1 | Set 2 | Set 3 | Set 4 | Set 5 | Total | Relatório |
| ------ | ----- | -------- | ------ | ------ | ----- | ----- | ----- | ----- | ----- | ----- | --------- |
| 30 jul | 19:00 | Bulgária | 1–3    | Itália | 23–25 | 19–25 | 25–20 | 20–25 |       | 87–95 | Relatório |

## Classificação final
| Posição | Equipe        |
| ------- | ------------- |
|         | Itália        |
|         | Bulgária      |
|         | Espanha       |
| 4       | Bélgica       |
| 5       | Polônia       |
| 6       | Turquia       |
| 7       | Finlândia     |
| 8       | Áustria       |
| 9       | França        |
| 10      | Grécia        |
| 11      | Estônia       |
| 12      | Sérvia        |
| 13      | Eslovênia     |
| 14      | Países Baixos |
| 15      | Chéquia       |
| 16      | Montenegro    |

|  | Classificado para o Campeonato Mundial Sub-17 de 2024                |
|  | Classificado para o Campeonato Mundial Sub-17 de 2024 como país-sede |

## Premiações
| Campeonato Europeu Sub-17 de 2023 |
| Itália                            |
| --------------------------------- |
| Itália Campeão (2.º título)       |

### Individuais
Os atletas que se destacaram individualmente foramː
| - Most Valuable Player (MVP) Simone Porro - Melhor oposto Gianluca Cremoni - Melhores ponteiros Viktor Speltinckx Mario García | - Melhor levantador Simone Porro - Melhores centrais Lorenzo Ciampi Nikolaj Nikolaev - Melhor líbero Dimitar Dobrev |